# Roc Roig (Ger)
El Roc Roig és una muntanya de 2.225 metres que es troba al municipi de Ger, a la comarca de la Baixa Cerdanya.
Al cim podem trobar-hi un vèrtex geodèsic (referència 280075001).